# Virurie
Als Virurie bezeichnet man das Vorkommen von Viren im Urin. Die Virurie hat für die Übertragung von einigen Virusinfektionen eine große Bedeutung, da die Erreger durch Schmierinfektion, durch Einatmen des Urin-Aerosols beim Urinieren (Tröpfcheninfektion) oder durch Eintrocknung der Viren und Verbreitung über die Luft übertragen werden können. Bei einigen Virusinfektionen hat die Virurie eine besondere Bedeutung in der Virusdiagnostik. Die Entsprechung zur Virurie findet sich bei Bakterien in der Bakteriurie und bei Parasiten in der Parasiturie.

## Virurie als Übertragungsweg
Bei Übertragungen von Mensch zu Mensch ist die Virurie von Bedeutung beim Humanen Cytomegalievirus, den Polyomaviren, Humanen Adenoviren, Enteroviren und dem Masernvirus. Viele tierische Viren werden durch direkten Kontakt mit dem Urin von Wirtstieren oder durch Einatmen des eingetrockneten Wirtsurins übertragen. Dies gilt für die Hantaviren und Arenaviren.

## Virurie in der Diagnostik
Einige Viren (Adenoviren) verursachen Infektionen im Urogenitalsystem und sind daher auch direkt im Urin nachzuweisen. In speziellen Fällen hat die Virurie eine diagnostische Bedeutung bei:
- Nachweis einer angeborenen CMV-Infektion: Bei CMV-IgG-positiven Neugeborenen und dem Verdacht einer intrauterinen Infektion, wird durch Nachweis des Virus in mindestens einer Urinprobe von drei aufeinanderfolgenden Tagen die Infektion bewiesen.
- Generalisierte Enterovirus-Infektion beim Neugeborenen: Der Nachweis von Enteroviren im Urin von Neugeborenen mit Hepatitis und Myokarditis beweist das Vorliegen einer generalisierten, oft tödlich verlaufenden Infektion beim Neugeborenen.
- Polyomavirus-assoziierte Nephropathie (PAN): Die Überwachung der Gefährdung durch eine Polyomavirus BK-assoziierte Nephropathie bei Nierentransplantierten wird durch regelmäßige Messung der Virurie durchgeführt.